# Parti français à Washington
Pour les articles homonymes, voir Parti français.
L'émergence d'un parti français à Washington joua un rôle important dans les années 1790. Ce parti, informel mais très proche du parti républicain-démocrate, contribua au triomphe du républicain-démocrate Thomas Jefferson lors de l'élection présidentielle américaine de 1800. Cette mouvance était particulièrement active chez les planteurs esclavagistes du Sud des États-Unis, qui avait vu arriver beaucoup de réfugiés français depuis 1791 à cause de la révolution des esclaves de Saint-Domingue (maintenant Haïti).

## Historique
Le sentiment pro-français et anti-britannique à cause de la guerre d'indépendance américaine fut relancé dès la Révolution française. Il ne laissait pas indifférent une partie de l'élite politique américaine : « Les journaux monocrates eux-mêmes sont obligés de publier les plus furieuses philippiques contre la Grande-Bretagne », écrivait dès 1793 Thomas Jefferson au colonel James Monroe :
« L'autre jour, une frégate française s'empara d'un navire anglais à la hauteur des caps du Delaware, et envoya ici sa prise. Dès qu'elle fut en vue, les quais se couvrirent de milliers et de milliers d'hommes » et « quand on vit les couleurs anglaises renversées et le pavillon français flottant par-dessus, l'air fut ébranlé par de longs cris de triomphe et d'allégresse » racontait le futur président américain, en concluant : « Dieu veuille que nous puissions contenir le sentiment populaire dans les limites d'une juste neutralité », poursuivait la lettre.
L'un des ferments de cette mouvance fut Edmond-Charles Genêt, le premier ambassadeur de la République française aux États-Unis, nommé en 1792. Chargé d'entraîner les Américains dans la guerre que la France venait de déclarer au Royaume de Grande-Bretagne en 1793, il alla cependant trop loin dans cette voie, selon son biographe Claude Moisy et se heurta à la « relation spéciale » entre les « Anglo-Saxons » qui a toujours frustré les Français,.  
Genêt « croyait pouvoir entraîner l'Amérique dans la guerre au secours de sa patrie » et « s'était mis aussitôt en devoir de distribuer à grand bruit des lettres de marque, d'armer des corsaires, d'ordonner des recrutements, de condamner des prises, de préparer des conquêtes », raconta en 1862 l'historien et député centriste Cornélis Henri de Witt, avant d'ajouter, que « dans ses efforts pour réchauffer la haine des masses contre l'Angleterre », il « fit tout ce qu'il fallait pour les détacher complètement de la France et du parti français ». Ainsi, ces excès militaristes finirent par lasser la population de la côte est de prendre parti pour la France révolutionnaire. 
Au même moment, l'inquiétude causée par la révolution noire de Saint-Domingue chez les planteurs esclavagistes du sud des États-Unis rapproche des Américains du « parti français », un parti francophile partageant les idéaux des Lumières mais globalement contre l'abolition de l'esclavage. Les planteurs blancs du sud à ravivent ainsi la vitalité du « parti français » et lui attirent de la sympathie au sein de l'opinion publique américaine en rappelant la participation active à la guerre d'indépendance américaine de nombreux officiers français venus des Caraïbes et rassemblés en 1778 par l'amiral Charles Henri d'Estaing.
Cinq ans avant de devenir président américain, Thomas Jefferson devint à partir de 1795 le champion de ce « parti français », dont les contours sont désormais proches de ceux du parti républicain-démocrate, qui devenait le principal parti des États du sud. Dans une biographie de 1834, Thomas Jefferson est décrit comme nommé par le « parti français » au poste de vice-président. 
Dans une lettre de 1795 retrouvée par le professeur de philosophie Pierre Hervé qui faisit état de cet écrit au cours d'un dialogue avec Étienne Charlier, fondateur du Parti communiste haïtien, Thomas Jefferson adoucissait toutefois sa position envers la France révolutionnaire en estimant que les États-Unis ne pouvaient permettre de laisser l'Angleterre étendre davantage son emprise sur Saint-Domingue alors qu'elle en contrôlait déjà une partie via le traité de Whitehall : « nous serions forcés de nous interposer en temps voulu » et de « faire cause commune avec la France », écrivait-il.
À cette époque, le parti fédéraliste américain au pouvoir est un adversaire de Jefferson, ainsi, selon Pierre Hervé : « les conditions existent alors pour que le parti considéré par tout le monde comme le parti français soit abattu ». Le gouvernement américain adopte une position beaucoup moins favorable que celle de Jefferson vis-à-vis de la France révolutionnaire mais continuait cependant à faire du commerce avec Saint-Domingue, où le militaire Toussaint Louverture s'imposait en tant que chef de l'île. Ce gouvernement nomma en avril 1799 Edward Stevens consul général des États-Unis à Saint-Domingue, qui renforça les relations économiques avec le régime de Toussaint Louverture, en faisant livrer l'île par des navires américains. 
En 1798, les États-Unis entrent en quasi-guerre contre la France révolutionnaire. Le président John Adams mécontenta alors l'opposition en instaurant un embargo sur les produits français et en ordonnant à la marine américaine de capturer les navires français. Le traité de Mortefontaine mettra fin en 1800 à la quasi-guerre au moment de la victoire à l'élection présidentielle américaine de 1800 du « parti français » de Jefferson.